# Pongrác (község)
Pongrác, román nyelven: Pângărați település és községközpont Romániában, Moldvában, Neamț megyében.

## Fekvése
A Beszterce folyó völgyében,Tarkő északkeleti szomszédjában fekvő település.

## Története
Pongrác (Pângărați) A 14. században keletkezett. Nevét már a 15. században említették írásos források.
A településen biológiai és geológiai-földrajzi kutatóállomás működik, amely a környék geológiai szerkezetének, klímájának, növény-és állatvilágának a hatását vizsgálja a Beszterce völgyében épített víztárolórendszerrel kapcsolatban. Az eddigi megfigyelések szerint a víztároló hatására e helyen a tavasz hűvösebb, a tél pedig enyhébb és hosszabb lett.
A település egykori kolostora Alexandru Lapuseanu fejedelem alapítványaként 1560-ban épült. A kolostor csak töredékesen maradt fenn, egyik tornya azonban még napjainkban is áll.
A településnek 2011-ben 563 lakosa volt.

## Nevezetességek
- Pângărați kolostor maradványai